# أداة الاستدلال المنطقي لحساب التفاضل والتكامل
تُعرف أداة الاستدلال المنطقي لحساب التفاضل والتكامل بأنها عبارة عن إطار عمل حسابي منطقي شامل ونظري، كما أنها عبارة عن مفهوم وُصف في كتابات جوتفريد لايبنتز، وعادة ما يتواتر اقترانه مع الخصائص العامة واللغة المفاهيمية العالمية.

## وجهتا نظر
هناك وجهتا نظر متناقضتان حول ما يعنيه لايبنتز من مصطلح الاستدلال المنطقي لحساب التفاضل والتكامل؛ حيث تتعلق الأولى ببرمجيات الحاسوب والثانية بعتاد الحاسوب.

### وجهة النظر التحليلية
تتمثل *وجهة النظر الواردة في الفلسفة التحليلية والمنطق في أن الاستدلال المنطقي لحساب التفاضل والتكامل يتوقع المنطق الرياضي أي «جبر المنطق». وتُعرف وجهة النظر التحليلية الاستدلال المنطقي لحساب التفاضل والتكامل على أنه محرك استدلالي رسمي أو برنامج حاسوبي يمكن تصميمه بحيث يعطي أولوية للحسابات، يبدأ هذا المنطق من كتابات فريج' في 1879 الرموز المنطقية وكتابات سي.إس. بيرس في المنطق في ثمانينيات القرن التاسع عشر. وكان فريج يقصد من «البرمجة النصية للمفهوم» أن تكون هي الاستدلال المنطقي لحساب التفاضل والتكامل وأن تكون أيضًا السمة اللغوية. ويأتي هذا الجزء المتعلق بحساب التفاضل والتكامل تحت عنوان نظرية الإثبات، ونجد أن هذا المنظور للاستدلال المنطقي لحساب التفاضل والتكامل ليس سوى جزء (أو فرع) من الخصائص العامة, كما أنه عبارة عن مجموعة من الخصائص العالمية الكاملة التي تتضمن «حساب التفاضل والتكامل المنطقي».

### وجهة النظر التركيبية
- هي وجهة نظر متناقضة تنبع من لفلسفة التركيبية وبعض المجالات مثل علم التحكم الآلي والهندسة الإلكترونية وونظرية النظم العامة. وتحظى وجهة النظر هذه بنسبة ضئيلة من التقدير في الفلسفة التحليلية، وتُعرّف وجهة النظر التركيبية الاستدلال المنطقي لحساب التفاضل والتكامل من خلال الإشارة إليه على أنه «آلة حاسبة»، ويعتبر العالم المختص في علوم السبرانية نوربارت وينير أن مصطلح لايبنتز وهو أداة الاستدلال المنطقي لحساب التفاضل والتكامل يسبق الكمبيوتر الرقمي الحالي:

| أداة الاستدلال المنطقي لحساب التفاضل والتكامل | The history of the modern computing machine goes back to Leibniz and Pascal. Indeed, the general idea of a computing machine is nothing but a mechanization of Leibniz's calculus ratiocinator. (Wiener 1948: 214) | أداة الاستدلال المنطقي لحساب التفاضل والتكامل |

| أداة الاستدلال المنطقي لحساب التفاضل والتكامل | ...like his predecessor Pascal, [Leibniz] was interested in the construction of computing machines in the Metal. ... just as the calculus of arithmetic lends itself to a mechanization progressing through the abacus and the desk computing machine to the utra-rapid computing machines of the present day, so the calculus ratiocinator of Leibniz contains the germs of the machina ratiocinatrix, the reasoning machine (Wiener 1965: 12) | أداة الاستدلال المنطقي لحساب التفاضل والتكامل |

أعد لايبنتز الآلة المذكورة لإجراء الحسابات الرياضية التي أُطلق عليها آلة الحاسب السريع (Stepped Reckoner). وكآلة حاسبة يمكن أن تقوم أداة الاستدلال المنطقي لحساب التفاضل والتكامل المثالية بأداء حساب التفاضل والتكامل الأساسي كما ذكر لايبنتز، وبهذه الطريقة يكون معنى كلمة «أداة الاستدلال المنطقي» قد اتضح ويمكن فهمه على أنه أداة وآلة تستخدم في جمع ومقارنة النسب.

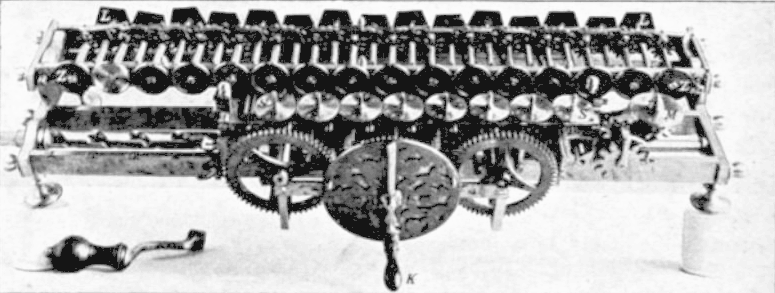
الحاسب السريع
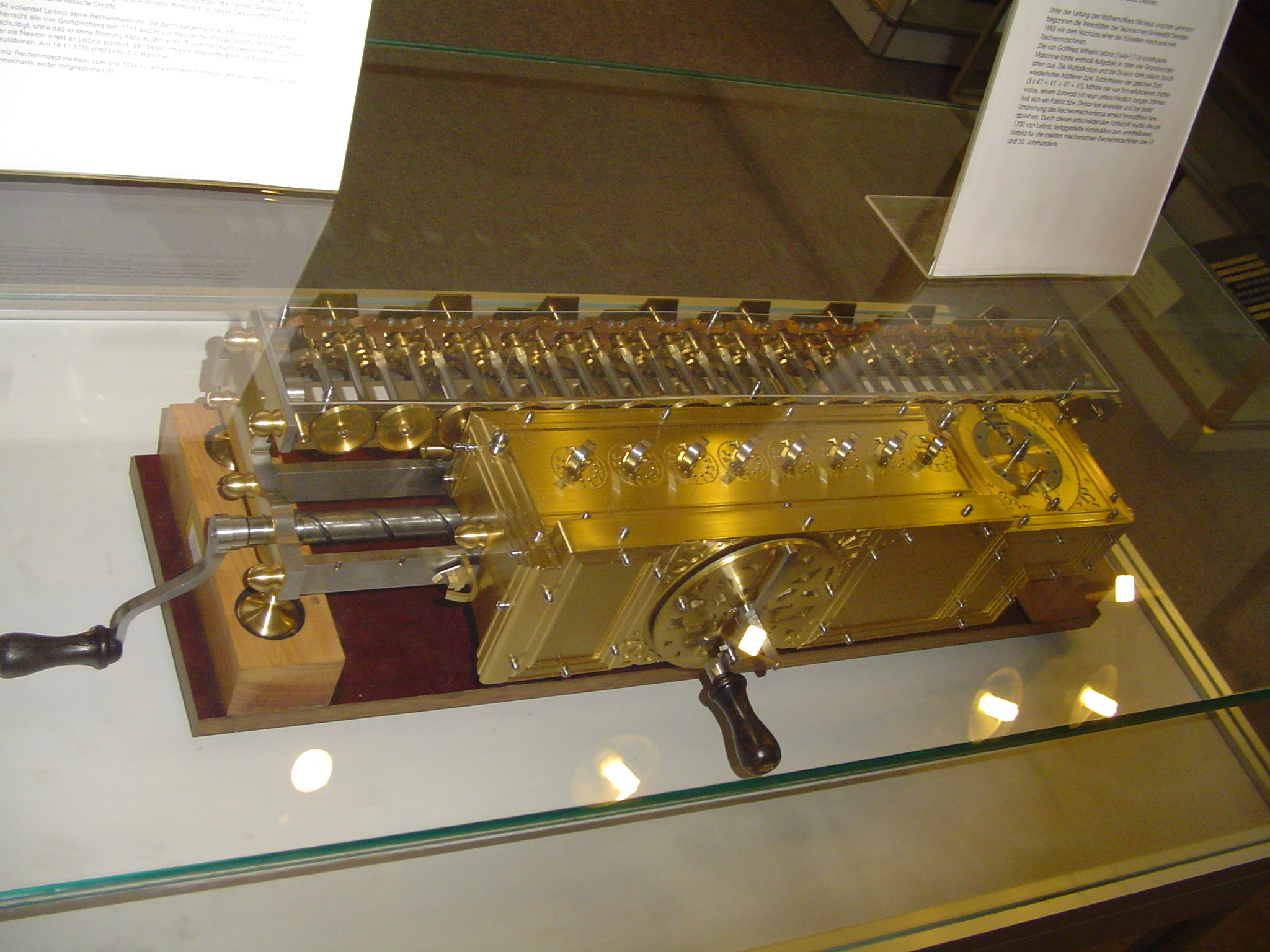

اكتشف هارتلي روجرز رابطًا بين تعريف أداة الاستدلال المنطقي لحساب التفاضل والتكامل على أنها «خوارزمية عند تطبيقها على رموز أي صيغة من الخصائص العامة ستحدد ما إذا كانت هذه الصيغة صحيحة كبيان علمي أم لا» (هارتلي روجرز، 1963، ص 934).
قدم كوتورات نقاشًا كلاسيكيًا لمصطلح أداة الاستدلال المنطقي لحساب التفاضل والتكامل في (1901: الفصول 3و4), حيث ذكر أن الخاصية العامة — وبالتالي أداة الاستدلال المنطقي لحساب التفاضل والتكامل—كانت جزءًا لا يتجزأ من المشروع الموسوعي الخاص بلايبنتز (الفصل. 5). وبالتالي فإن الخاصية وأداة الاستدلال المنطقي لحساب التفاضل والتكامل, والموسوعة تشكل ثلاث ركائز لمشروع لايبنتز.

## وصلات خارجية
- Language as Calculus versus Language as Universal Medium